# Jamaica, Vermont
Jamaica är en kommun (town) i Windham County i delstaten Vermont, USA. Vid folkräkningen år 2000 bodde 946 personer på orten. Den har enligt United States Census Bureau en area på totalt 128,1 km², varav 0,3 km² är vatten.  